# كريستين أنغوت
كريستين أنغوت هي روائية فرنسية ولدت في 7 فبراير 1959 بمدينة شاتورو.